# Garrett M. Brown

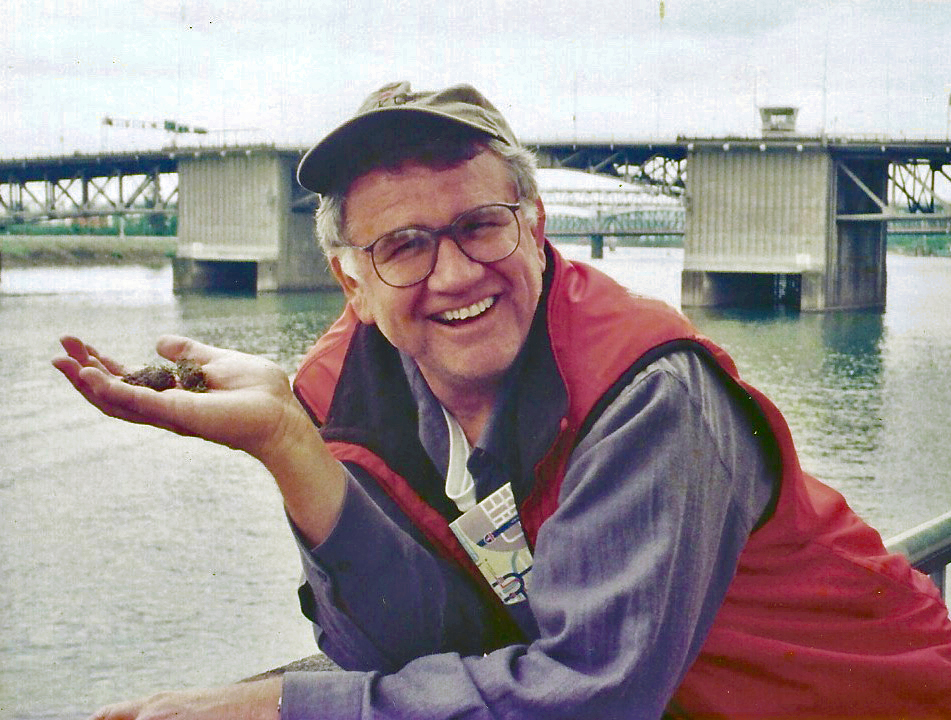
Garrett M. Brown (2018)

Garrett M. Brown (* 7. November 1948 in Battle Creek, Michigan) ist ein US-amerikanischer Schauspieler.

## Leben
Brown wurde in Michigan geboren, wuchs aber in Connecticut auf. 1972 zog er nach New York City, wo er zunächst als Krankenpfleger und Kellner arbeitete. Zum Spaß begann er mit Schauspielunterricht, erst am Theater, später auch bei Schauspiellehrern wie Stella Adler.
Ab Ende der 1970er Jahre erhielt Brown ersten Rollen in Film- und Fernsehproduktionen. Seine erste größere Rolle hatte er 1989 in der Komödie Allein mit Onkel Buck, in der er die Figur des Bob Russell verkörperte. Von 1991 bis 1996 stellte er in 100 Folgen der Fernsehserie Ein Strauß Töchter den Ehemann der von Patricia Kalember gespielten Georgie Reed Whitsig dar. In den Jahren 2000 bis 2002 verkörperte Brown in 18 Folgen der Science-Fiction-Serie Roswell die Figur des Phillip Evans.
In den Comicverfilmungen Kick-Ass (2010) und Kick-Ass 2 (2013) war er als Mr. Lizewski, dem Vater der von Aaron Taylor-Johnson gespielten Hauptfigur, zu sehen. In der Fernsehserie Masters of Sex stellte er Kanzler Fitzhugh dar. Für seine Darstellung der titelgebenden Hauptfigur, des am Tourette-Syndrom erkrankten Frank, in Hello, My Name Is Frank (2014) wurde er beim Manhattan Film Festival als Bester Hauptdarsteller ausgezeichnet.
In der ersten Staffel der Fernsehserie American Crime Story, die den Strafprozess gegen O. J. Simpson behandelt, verkörperte er Nicole Brown Simpsons Vater Lou Brown.

## Filmografie (Auswahl)
- 1979: The Dooley Brothers (Fernsehfilm)
- 1983: Zelig
- 1986: Lucas
- 1986: Apology – Tödliches Geständnis (Apology, Fernsehfilm)
- 1986–1987: What a Country (Fernsehserie, 26 Episoden)
- 1988: Jenny’s Song (Fernsehfilm)
- 1989: Allein mit Onkel Buck (Uncle Buck)
- 1991–1996: Ein Strauß Töchter (Sisters, Fernsehserie, 100 Episoden)
- 1996: Eine fast gelungene Affäre (The Care and Handling of Roses, Fernsehfilm)
- 1997: Turbulence
- 1997: Die Abbotts – Wenn Haß die Liebe tötet (Inventing the Abbotts)
- 1997: Grace (Grace Under Fire, Fernsehserie, 2 Episoden)
- 1997, 2004: Practice – Die Anwälte (The Practice, Fernsehserie, 3 Episoden)
- 1998: No More Baths
- 2000: Chicago Hope – Endstation Hoffnung (Chicago Hope, Fernsehserie, 1 Episode)
- 2000: Pensacola – Flügel aus Stahl (Pensacola: Wings of Gold, Fernsehserie, 1 Episode)
- 2000–2002: Roswell (Fernsehserie, 18 Episoden)
- 2001: Für alle Fälle Amy (Judging Amy, Fernsehserie, 1 Episode)
- 2001: Alabama Dreams (Fernsehserie, 1 Episode)
- 2001: The Sky Is Falling
- 2001: Unsichtbare Bedrohung (Taking Back Our Town, Fernsehfilm)
- 2002: Philly (Fernsehserie, 1 Episode)
- 2002: Strong Medicine: Zwei Ärztinnen wie Feuer und Eis (Strong Medicine, Fernsehserie, 1 Episode)
- 2002: Boston Public (Fernsehserie, 2 Episoden)
- 2003: Die wilden Siebziger (That ’70s Show, Fernsehserie, 1 Episode)
- 2004: Cold Case – Kein Opfer ist je vergessen (Cold Case, Fernsehserie, 1 Episode)
- 2005: The Shield – Gesetz der Gewalt (The Shield, Fernsehserie, 1 Episode)
- 2005: Supernova – Wenn die Sonne explodiert (Supernova, Fernsehfilm)
- 2005: O.C., California (The O.C., Fernsehserie, 2 Episoden)
- 2005: Dick und Jane (Fun with Dick and Jane)
- 2006: Dating Alex (Courting Alex, Fernsehserie, 1 Episode)
- 2006: Spiel auf Bewährung (Gridiron Gang)
- 2006: Arc
- 2007: Heartland (Fernsehserie, 1 Episode)
- 2007: Kiss the Bride
- 2007: Tocatta & Fugue
- 2007–2009: Big Love (Fernsehserie, 4 Episoden)
- 2008: McBride: Requiem (Fernsehfilm)
- 2009: Leverage (Fernsehserie, 1 Episode)
- 2009: Love at First Hiccup
- 2010: Kick-Ass
- 2011: Ich bin Nummer Vier (I Am Number Four)
- 2012: Criminal Minds (Fernsehserie, 1 Episode)
- 2013: Liberace – Zu viel des Guten ist wundervoll (Behind the Candelabra, Fernsehfilm)
- 2013: Kick-Ass 2
- 2013–2015: Masters of Sex (Fernsehserie, 5 Episoden)
- 2014: Hello, My Name Is Frank
- 2015: Scandal (Fernsehserie, 1 Episode)
- 2015: Tag
- 2016: American Crime Story (Fernsehserie, 5 Episoden)
- 2019: Navy CIS (NCIS, Fernsehserie, 1 Episode)
- 2019: The InBetween (Fernsehserie, 1 Episode)
- 2021: Corona Town (Fernsehserie, 1 Episode)
- 2022: Emily or Oscar
- 2023–2024: Good Trouble (Fernsehserie, 10 Episoden)